# Aripert I
Aripert I, död 661, var kung av det langobardiska riket mellan 653 och 661. 